# Bột mì nguyên chất

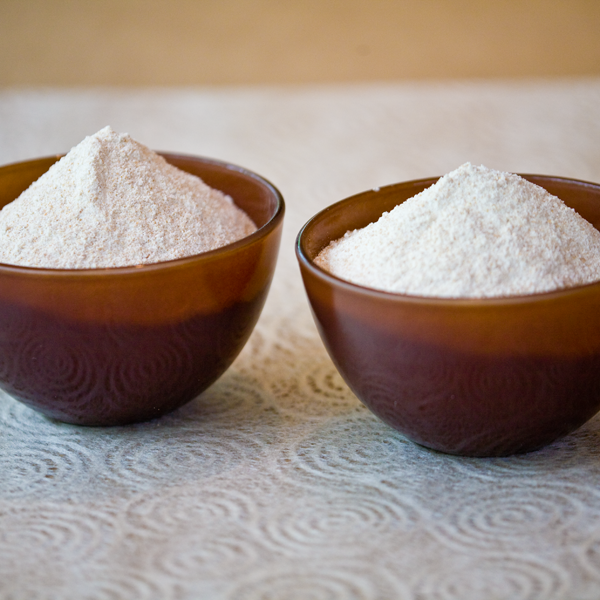
Hai cốc bột mì nguyên chất

Bột mì nguyên chất hay bột mì nguyên cám là một loại bột mì được chế biến bằng cách xay hoặc nghiền một cách đơn thuần những ngũ cốc nguyên hạt hạt lúa mì .Bột mì nguyên chất được sử dụng trong nhiều mục đích chứ không đơn thuần là làm bánh thông thường được thêm vào các loại bột khác để tăng các chất dinh dưỡng (đặc biệt là chất xơ và protein). Từ "toàn phần" hay "nguyên chất" đề cập đến một thực tế rằng tất cả các thành phần trong ngũ cốc (cám, mầm và nội nhũ) đều được sử dụng và không có gì bị mất mát trong quá trình làm bột.Điều này là trái ngược với bột mì tinh chế hay bột mì tinh luyện vốn chỉ chứa nội nhũ
Bột lúa mì nguyên chất có chứa nhiều dinh dưỡng hơn so với bột mì trắng tinh luyện, bột mì toàn phần là một nguồn cung cấp calci, sắt, chất xơ, và các khoáng chất khác như selen. Tuy vậy, bột mì nguyên chất có thời hạn sử dụng ngắn hơn so với bột mì trắng. Thông thường, bột lúa mì nguyên chất không phải là thành phần chính của bánh nướng.
Từ "toàn bộ", nguyên chất hay "nguyên chất" được đề cập đến chỉ ra rằng tất cả các hạt (cám, mầm, và nội nhũ) được sử dụng và không có gì bị mất trong quá trình làm bột. Điều này trái ngược với tinh bột mì màu trắng, bột tinh chế, chỉ chứa nội nhũ. Bởi vì toàn bộ bột chứa phần còn lại của tất cả các hạt, nó có một kết cấu, có màu nâu nhạt.
Bột nguyên cám là một loại bột có hương vị đầy đủ có chứa các vitamin, khoáng chất và protein. Bột lúa mì nguyên cám giàu dinh dưỡng hơn tinh bột mì trắng tinh chế, mặc dù bột màu trắng có thể, trong quá trình được gọi là tăng cường thực phẩm, có một số vi chất dinh dưỡng bị mất trong chế biến được thêm vào bột trắng (theo yêu cầu của pháp luật ở một số khu vực pháp lý). Tuy nhiên, tinh bột màu trắng không chứa các chất dinh dưỡng của cám lúa mì và mầm (đặc biệt là chất xơ và protein) như bột ngũ cốc nguyên hạt, và đáng chú ý là thiếu chất xơ. bột mì nguyên cám là nguồn cung cấp calci, sắt, chất xơ và các khoáng chất khác như selen.
Bột mì nguyên cám có thời hạn sử dụng ngắn hơn tinh bột mì màu trắng, vì hàm lượng dầu cao hơn sẽ dẫn đến hiện tượng ôi hóa nếu không được bảo quản đúng cách, nếu muốn kéo dài thời gian sử dụng ta phải làm lạnh hoặc để ở các khu vực mát mẻ khác.
Thông thường, bột mì nguyên cám không phải là thành phần chính trong hàng bánh nướng, vì nó có thể thêm một số thành phần ngăn cản chúng nở như bột màu trắng. Điều này có thể thêm vào chi phí cho mỗi khối lượng của món nướng, vì nó đòi hỏi nhiều bột hơn để có được cùng thể tích, do các túi khí nhỏ hơn và nhỏ hơn bị mắc kẹt trong các khối bánh. Do đó, nhiều loại bánh nướng được quảng cáo làm hoàn toàn từ bột mì nguyên cám là chưa chính xác; chúng có thể chứa một số thành phần tinh bột mì trắng, miễn là phần lớn bột mì được sử dụng là bột mì nguyên cám.
Tuy nhiên, có thể tạo ra một ổ bánh mì 100% nguyên cám, cao cấp, miễn là làm tăng hàm lượng nước của bột (cám và mầm trong lúa mì hấp thụ nhiều nước hơn tinh bột mì trắng), nhào nặn bột trong một thời gian dài hơn để phát triển gluten đầy đủ, và cho phép cho một sự gia tăng lâu hơn trước khi định hình bột. Một số bánh cho bột tăng hai lần trước khi tạo hình. Việc bổ sung chất béo, chẳng hạn như bơ hoặc dầu, và các sản phẩm sữa (sữa tươi, sữa bột, bơ sữa, sữa chua, vv...) cũng có thể ức chế sự nở của bột.

bột mì nguyên cám

Bột mì nguyên cám màu trắng là bột được xay từ lúa mì trắng chứ không phải là lúa mì nâu truyền thống. Tại Vương quốc Anh và Ấn Độ, bột mì nguyên cám thường được làm từ lúa mì trắng thay vì màu nâu như ở Hoa Kỳ và được bán dưới dạng Bột Wholemeal. Sự khác biệt là lúa mì trắng mềm có hàm lượng gluten thấp hơn và cũng thiếu các chất tanin và axit phenolic có chứa trong lúa mì nâu, khiến cho lúa mì trắng xuất hiện và có vị như lúa mì nâu tinh luyện; nó có màu trắng và không có vị đắng.
Toàn bộ lúa mì trắng có hàm lượng dinh dưỡng tương tự như toàn bộ lúa mì đỏ. Tuy nhiên, lúa mì trắng có hàm lượng gluten thấp hơn và chứa hàm lượng protein thấp hơn (từ 9% đến 11%) khi so sánh với các loại lúa mì cứng hơn như bột mì nguyên cám màu nâu (hàm lượng protein 15–16%) hoặc lúa mì màu vàng.